# 長野蒼大
長野蒼大（ながのそら、2008年4月28日-）は日本の俳優、歌手。ダンスボーカルユニット「えびポン」の元メンバー。スターダストプロモーション所属。静岡県出身。

## 略歴
兄である長野凌大と同時にスカウトされたことをきっかけに芸能界入り。
EBiDAN加入後、EBiDAN研究生の選抜ユニットBATTLE BOYSとして活動。
2019年からはえびポンのメンバーとして活動していたが、2022年10月末をもって卒業。

## 人物
- 趣味: 野球観戦、YouTube鑑賞、ゲーム[1]
- 特技: ボイスパーカッション、ダンス、スクラッチ[1]
- 兄は、原因は自分にある。のメンバー長野凌大 [2]。

## 出演

### テレビドラマ
- 崖っぷちホテル!（2018年4月15日 - 6月17日、日本テレビ） - 宇海直哉（幼少期） 役
- 世にも奇妙な物語 '19秋の特別編 「コールドスリープ」（2019年11月9日、フジテレビ） - 藤田恭平（幼少期）役[6]
- おっさんずラブ-in the sky- 4th flight・5th flight（2019年11月23日 - 11月30日、テレビ朝日） - 森本翼 役
- 10の秘密（2020年1月14日 - 3月17日、関西テレビ・フジテレビ） - 伊達翼 （幼少期）役
- 働かざる者たち 第4話（2020年9月17日、テレビ東京系） - 勝 役
- 恋はDeepに（2021年4月14日 - 6月9日、日本テレビ） - 蓮田光太郎（幼少期） 役
- 珈琲いかがでしょう 第7話・最終話 （2021年5月17日 - 24日、テレビ東京） - ぼっちゃん（幼少期）役[7]
- ラブファントム 第8話 ｰ 第10話（2021年7月1日 - 7月15日、MBS） - 長谷慧（幼少期） 役
- ラジエーションハウスⅡ〜放射線科の診断レポート〜 第2話（2021年10月11日、フジテレビ） - 速川走太  役[8]
- ゴシップ#彼女が知りたい本当の○○ 第6話（2022年2月10日、フジテレビ）- 笹目虎太郎（少年時代） 役
- 日本統一 北海道編（2022年10月17日-12月27日、UHB北海道文化放送）- ツヨシ 役
- 僕らの食卓（2023年4月6日 - 6月8日、BS-TBS） - 穂積勇樹（幼少期） 役
- 恋は闇 第7話（2025年5月28日、日本テレビ） - 大和田陸 役[9]
- Solliev0 (2024年4月1日 - 5月6日、テレビ神奈川） -  天月冬真（涼子が亡くなったとき） 役

### 映画
- TELL ME 〜hideと見た景色〜 (2022年7月8日、KADOKAWA)　- 秀人(痩）（幼少期） 役

### モデル
- ベネッセコーポレーション「進研ゼミ 小学講座」（2015年度専属モデル）
- ベルメゾン「ベルメゾンファッション2015年冬号」、「チャイルド2015年秋冬号」

### CM
- 二子玉川ライズ「GRAND　OPEN」（2015年4月15日-10月14日）
- 日本コカ・コーラ「アクエリアス」自然と遊ぼう篇（2015年10月2日-2016年10月1日）
- しまむら「uramoco」（2016年10月4日-2017年1月3日）
- P&G「オリンピックキャンペーンモデル」（2019年）